# Grégory Beugnet
Grégory Beugnet (né le 14 septembre 1987 à Arras) est un athlète français spécialiste des courses de demi-fond.
En 2012, il devient vice-champion de France du 1 500 mètres en salle lors des championnats de France d'Aubière. Il est sélectionné une fois en équipe de France sur 1 500 m lors du DécaNation 2011, à Nice.
Vainqueur le 3 septembre 2011 des 10 km de la Braderie de Lille en 30 min 39 s.
Meilleur temps sur 10 km lors de la 13e édition de la Prom’Classic le 8 janvier 2012 en terminant à la 2e place en 28 min 57 s (sur 7000 coureurs).